# Winterleithen (Wilhelmsthal)
Winterleithen ist ein Gemeindeteil der Gemeinde Wilhelmsthal im Landkreis Kronach (Oberfranken, Bayern).

## Geographie
Der Weiler gliedert sich in zwei Kleinsiedlungen. Die eine Siedlung liegt direkt am Südufer der Remschlitz, einem linken Zufluss der Kronach, die andere Siedlung befindet sich ungefähr 0,5 km weiter südlich in Hanglage. Eine Gemeindeverbindungsstraße führt nach Friesen zur Staatsstraße 2200 (2 km westlich) bzw. nach Remschlitz (1 km nordöstlich).

## Geschichte
Gegen Ende des 18. Jahrhunderts gab es in Winterleithen 4 Anwesen (2 kleine Höfe, 1 Söldengut, 1 Hofstatt). Das Hochgericht übte das bambergische Centamt Kronach aus. Die Grundherrschaft über die Anwesen hatte das Kastenamt Kronach.
Mit dem Gemeindeedikt wurde Winterleithen dem 1808 gebildeten Steuerdistrikt Friesen und der 1818 gebildeten Ruralgemeinde Roßlach zugewiesen. Am 1. Januar 1978 wurde Winterleithen im Zuge der Gebietsreform in Bayern in die Gemeinde Steinberg eingegliedert, die ihrerseits am 1. Mai 1978 in die Gemeinde Wilhelmsthal eingegliedert wurde.

### Baudenkmäler
- Drei Bildstöcke

### Einwohnerentwicklung
| Jahr      | 001818 | 001861 | 001871 | 001885 | 001900 | 001925 | 001950 | 001961 | 001970 | 001987 |
| Einwohner | 26     | 33     | 39     | 41     | 24     | 32     | 23     | 19     | 21     | 24     |
| Häuser    | 4      |        |        | 5      | 5      | 5      | 4      | 4      |        | 6      |
| Quelle    | [ 5 ]  | [ 7 ]  | [ 8 ]  | [ 9 ]  | [ 10 ] | [ 11 ] | [ 12 ] | [ 13 ] | [ 14 ] | [ 1 ]  |

## Religion
Der Ort ist römisch-katholisch geprägt und nach St. Georg in Friesen gepfarrt, ursprünglich eine Filiale von Kronach.